# País d'elecció

En vermell, els països d'elecció al 1789

Un país d'elecció va ser un sistema que van imposar els reis Borbons a França durant l'Antic Règim a aquells territoris recentment conquistats. Per tal d'evitar que es revoltessin, la monarquia va ofegar-los amb impostos. El país d'elecció, també anomenat de "no elecció", són aquells territoris més vells en comparació als "països d'imposició" de recent adquisició. Els d'elecció recollien l'impost mitjançant polítics locals, mentre que el d'imposició simplement no podia tenir institucions fiscals. La versió oficialista divulgada per l'Estat francès remet aquesta qüestió a una simple explicació fiscal. En contrast, existien els"països d'Estat", que eren més antics que els d'imposició, i com a tals, no havien de fer front a aquestes mesures, tot i haver de pagar igualment impostos.